# Henri Belolo
Henri Belolo (* 27. November 1936 in Casablanca, Marokko; † 3. August 2019 in Paris) war ein französischer Musikproduzent.

## Leben und Wirken
Henri Belolo wurde mit dem Aufkommen der Discomusik bekannt. Mit Hilfe seines Freundes und Komponisten Jacques Morali war er an der Entstehung der Musikgruppen Ritchie Family und den Village People mitbeteiligt, mit letzteren gewann er 1979 einen Grammy Award. Er gilt auch als einer derjenigen, der den Breakdance in Frankreich mit der Gruppe Break Machine und ihren gefeierten Hit Street Dance (1984) bekannt machte. Außerdem war er auch Gründer des Labels Scorpio Music in Frankreich – einem unabhängigen Label, das seit 1990 bis in die heutige Zeit die Musikrichtungen House und Club mit zahlreichen Hits folgender Interpreten prägte: 2 Unlimited, Gala, Eiffel 65, Haddaway, Jaydee, Black Legend, Moloko, Bellini, Bass Bumpers, Joan Jett, 20 Fingers, Ilona Mitrecey. Die Société civile des Producteurs de Phonogrammes en France (SPPF), der Bürgerlichen Gesellschaft der Schallplattenproduzenten in Frankreich, die mehr als 800 unabhängige Label zusammenfasst, hat er mitbegründet.
Im Gegensatz zu seinem Partner Jacques Morali war er heterosexuell, sah aber im Schwulen-Image der Village People eine Möglichkeit, einen besonderen Partystil zum Ausdruck zu bringen.